# Jungfernbrücke (Berlin)
Die Jungfernbrücke im Berliner Ortsteil Mitte ist die älteste noch erhaltene Brücke der Stadt und zugleich die einzige der früheren insgesamt neun baugleichen Klappbrücken. Sie überspannt den Spreekanal, den früheren Schleusengraben und verbindet die Straßen Friedrichsgracht und Oberwasserstraße. Bei Touristen ist das Alt-Berliner Bauwerk ein beliebtes Besichtigungsziel.

## Geschichte

### Holzbrücke

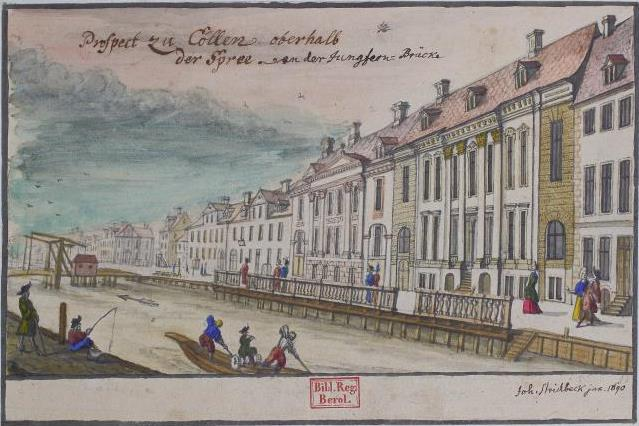
Jungfernbrücke im Jahr 1690, von Johann Stridbeck dem Jüngeren

Die Jungfernbrücke wurde unter Friedrich III. im Jahr 1688 wahrscheinlich, wie der Chronist Friedrich Nicolai 1786 berichtet, durch Martin Grünberg errichtet und wurde zuerst als Spreegassenbrücke bezeichnet. Sie verband als hölzerne Zugbrücke über den Spreekanal (Schleusengraben) die Friedrichsgracht mit der Alten Leipziger Straße, die zum Leipziger Tor, einem der Stadttore des damaligen Berlin, führte. 1690 ist der Name Jungfernbrücke erstmals belegt. Nach dem Bau der sogenannten Kleinen Jungfernbrücke über den Mühlengraben im Jahr 1699 wurde sie auch als Große Jungfernbrücke bezeichnet.
Der Spreekanal war bis zum Ausbau des Landwehrkanals 1850 und dem Bau der Mühlendammschleuse 1890 bis 1893 der einzige innerstädtische Schifffahrtsweg zwischen Unterspree und Oberspree.

### Brücke aus Holz und Eisen
Im Jahr 1798 wurde die Brücke durch eine Konstruktion aus Holz und Eisen nach einem Entwurf des Oberhofbaurates Friedrich Becherer ersetzt, wobei der Mittelteil weiterhin über Ketten und Räder angehoben werden konnte, um Schiffen die Durchfahrt zu ermöglichen. Die damals gebaute Brücke ist seitdem in ihrem Erscheinungsbild unverändert vorhanden.

### Renovierungen
Zwischen 1937 und 1939 wurde das Flussbett vertieft und die nahe gelegene Mühlendammschleuse erneuert. Die Jungfernbrücke erhielt im Rahmen dieser Maßnahmen ein neues Fundament, wobei die Pfeiler um drei Meter verlängert wurden. Der Kettenzug wurde stillgelegt und der Klappmechanismus dadurch außer Funktion gesetzt. Die aufklappbaren Seitenteile wurden durch eine durchgehende Brückenfläche aus Stahlträgern mit Holzbohlenbelag ersetzt. Das Westgewölbe wurde komplett abgerissen und in Stahlbeton neu aufgebaut. Die Kabelkanäle beidseitig der Brücke wurden ebenfalls entfernt. Die an die Brücke heranführenden Rampen wichen Treppen, sodass sie nun nur noch von Fußgängern genutzt werden konnte.
Mehrfache gründliche Renovierungsarbeiten in den Jahren 1954, 1967 und 1979 sicherten den Erhalt des historischen Bauwerkes.
Die vorerst letzten Grundinstandsetzungen erfolgten 1998/1999 in Zusammenarbeit mit dem Berliner Landesamt für Denkmalpflege und trugen dazu bei, ein möglichst authentisches standsicheres Bauwerk zu schaffen. Alle Brückenteile wurden abgetragen, auf ihren Zustand geprüft und nach einer Überarbeitung oder der Herstellung möglichst historisch getreuer Kopien wieder in die Brücke eingesetzt. Erneuert wurden außerdem der Holzbohlenbelag sowie die Gewölbe aus rotem Miltenberger Mainsandstein, der heute auf ein Innenkonstrukt aus Stahl aufgesetzt ist. Dieser Umbau kostete rund 4,1 Millionen Mark. Der an die Klappen heranführende Straßenbelag wurde mit Kleinsteinpflaster historisierend neu gestaltet.

## Konstruktion

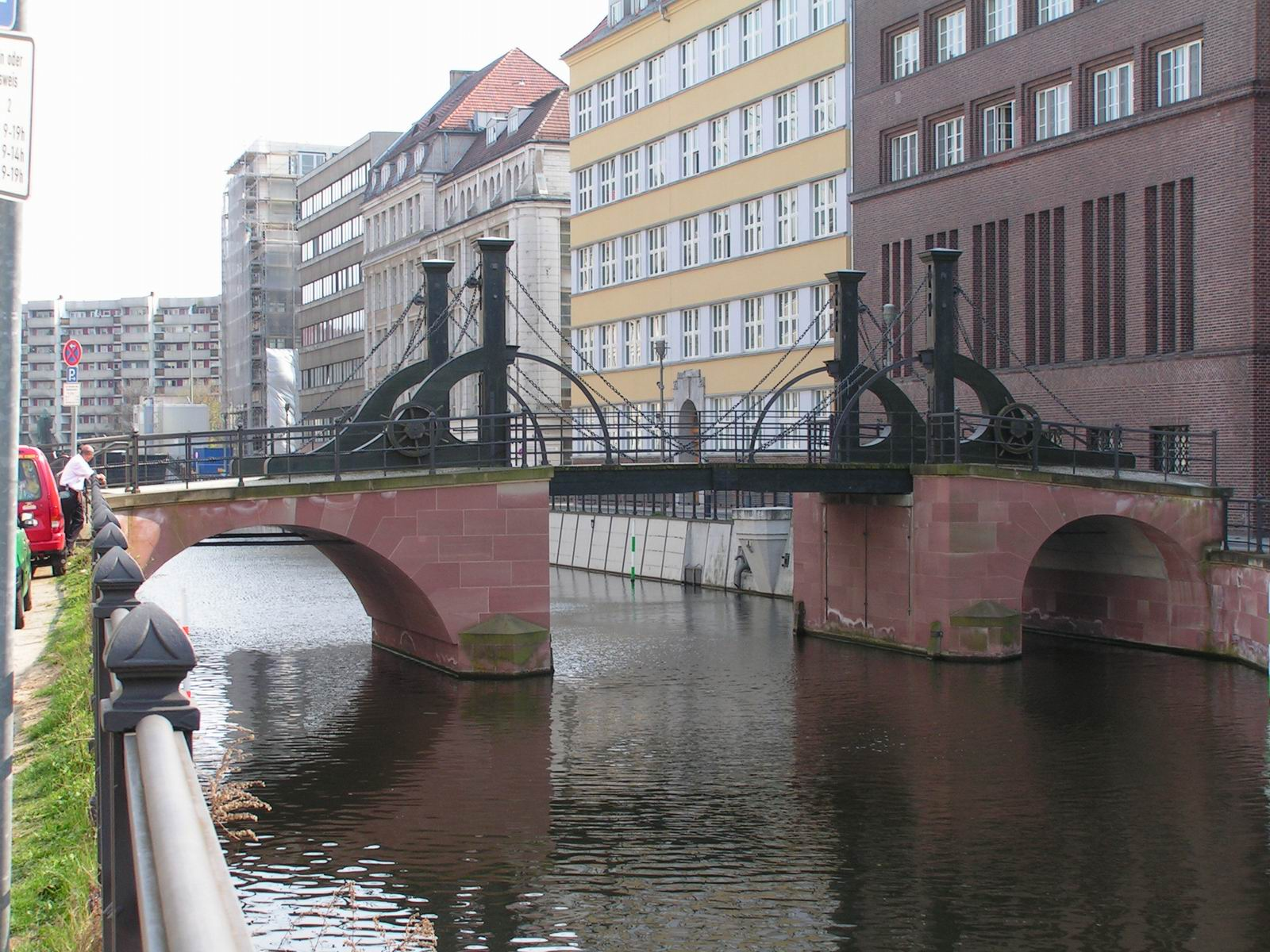
Jungfernbrücke von Norden

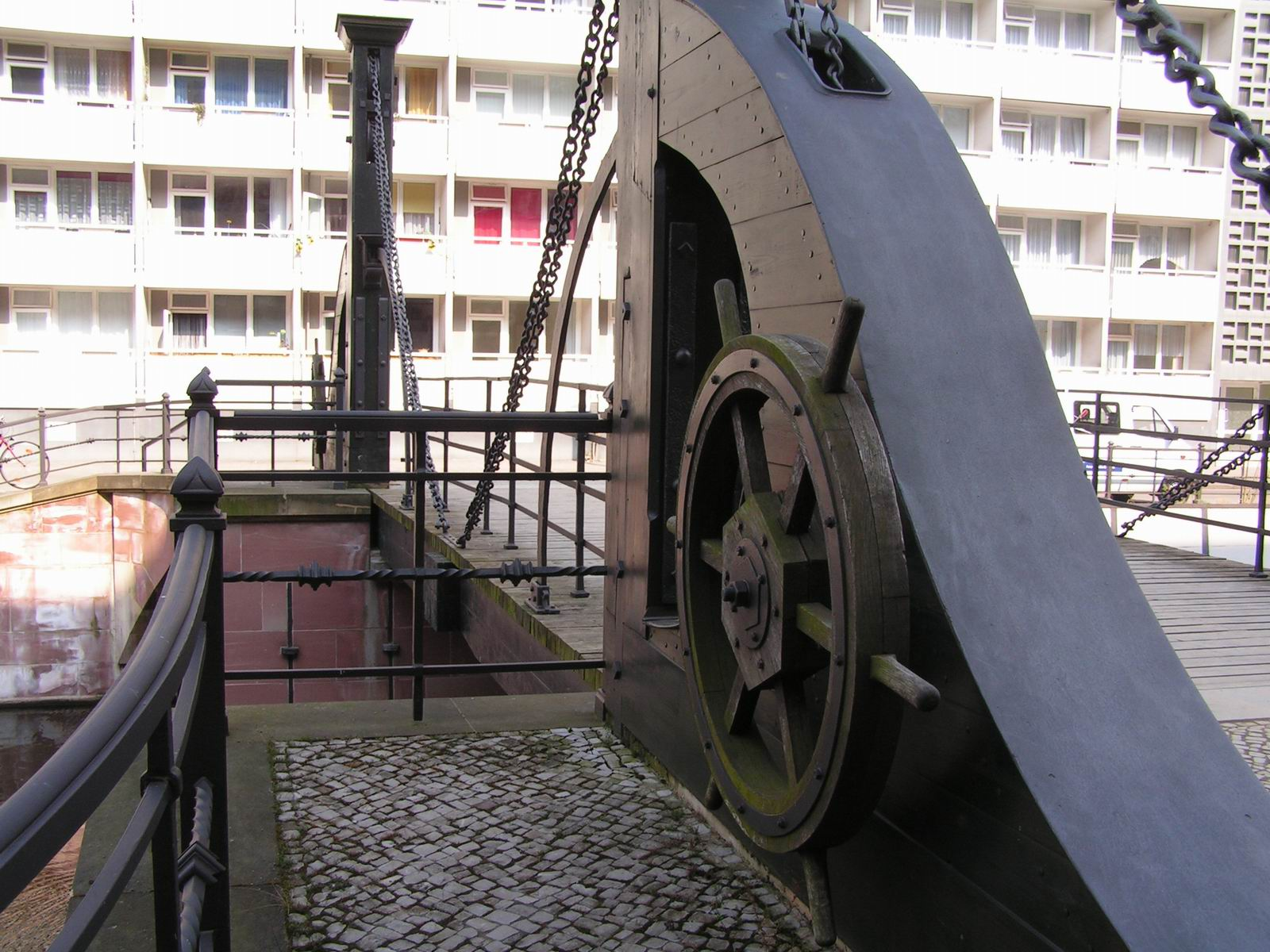
Spillrad mit Bogenkasten

Der Querschnitt der Jungfernbrücke wurde sinusförmig konstruiert mit zwei ungleich breiten gewölbten Seitenöffnungen zwischen Ufer und Brückenpfeilern (3,60 m/6,60 m lichte Weite). Der Mittelteil ist 8,70 Meter, die hochklappbaren Brückenhälften 4,20 Meter breit.
Die Brückenpfeiler und die Seitenöffnungen waren aus rotem Sandstein gemauert. Die Portalpfeiler bestehen aus Holz und tragen die Rollen für die Zugketten, die von den Klappenspitzen über die Rollen zu den Spillrädern und Fußrollen führen. Bogenförmige Kästen an den Pfeilern nehmen die Rollenbahnen und die Führungsschienen der Zugklappen auf. Die Zugketten sind mit Gegengewichten bestückt.
Beidseitig der Brücke befanden sich gebogene Kästen zur Unterbringung von Kabeln, die über den Kanal geführt werden mussten. Diese markanten sinusförmigen Vorbrückenbögen wurden abgetragen und die Kabel anders verlegt.
Seit der Instandsetzung 1997/1998 besteht der Mittelteil der Jungfernbrücke aus Stahlträgern, die einen Holzbohlenbelag tragen und seitlich durch Holzblenden verdeckt sind. Einen Klappmechanismus gab es schon davor nicht mehr.

## Herkunft des Namens
Die Herkunft des Namens ist unklar, es gibt verschiedene Legenden:
- In der Nähe war eine nur Männern vorbehaltene Flussbadeanstalt. Die Jungfern mussten an der Brücke zurückbleiben.
- Ein Hochzeitsbrauch: Die Braut musste über die Brücke gehen. Wenn dabei die Bohlen knarrten, war ihre Jungfräulichkeit anzuzweifeln. (Anmerkung: Die Bohlen knarrten immer.)
- Wegen des Eifersuchtsmordes an einer jungen Frau auf oder bei der Brücke.
- Die Töchter eines in der Nähe wohnenden Hugenotten beschäftigten sich in einer Bude an der Brücke mit dem Nähen feiner Wäsche, mit dem Reparieren und Waschen von Kanten und Spitzen und seidenen Strümpfen. Sie hatten hierin den besten Ruf in ganz Berlin. Nur ihre spitze Zunge hatte einen noch größeren Ruf. Wer den neuesten Klatsch erfahren wollte, ging zu den Jungfern. Jede böse Neuigkeit und hämische Erdichtung konnte schließlich den Jungfern an der Brücke zugeschrieben werden. Daher soll auch der Spottname Klatschbrücke stammen.[3]
- Nach dem Revier der leichten Mädchen, die sich auf oder bei der Brücke anboten. Ganz in der Nähe befand sich das älteste Bordell Berlins.
- Die wahrscheinlichste Erklärung betrifft zwei „Fräuleins“, die im nahe gelegenen Gasthaus „Französischer Hof“ wohnten und ihre feinen Handarbeiten in einer kleinen Verkaufseinrichtung neben dieser Brücke anboten. Die Berliner bezeichneten die fremden Damen kurzerhand als „Jungfern“, man ging also zu den Jungfern an der Brücke um Accessoires einzukaufen.

## Darstellungen

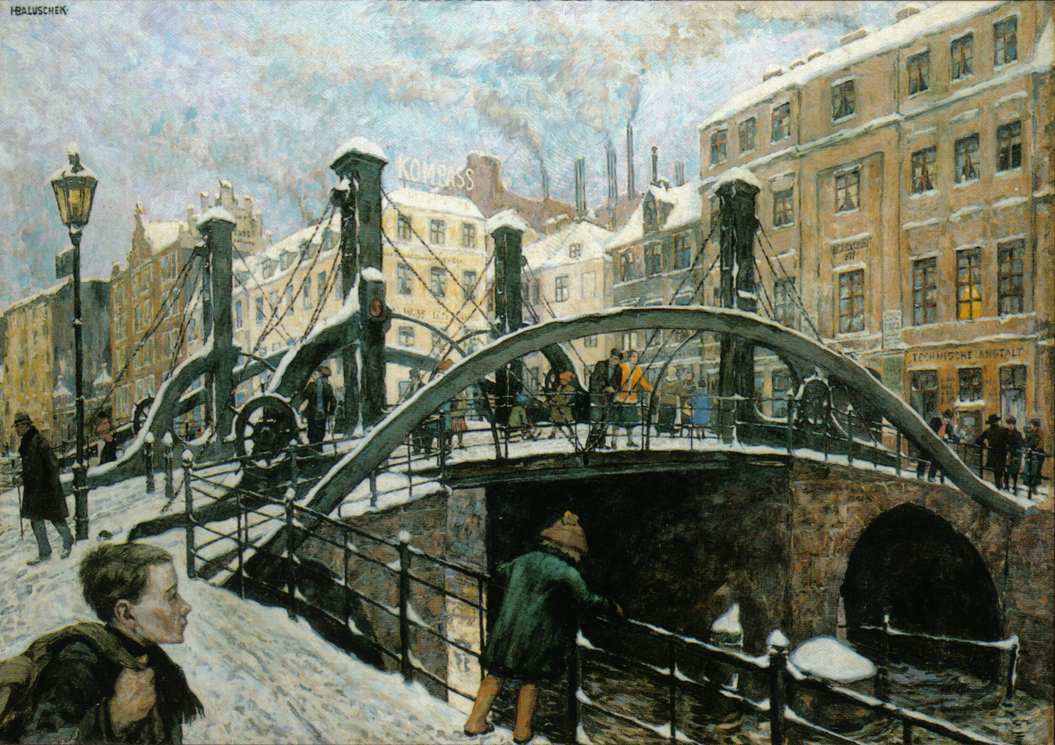
Gemälde von Hans Baluschek 1926/1927

Die Formen der kleinen Brücke inspirierten vor allem Maler zur Darstellung dieses Sujets.
Die DDR-Postverwaltung bildete die Jungfernbrücke auf einer Sondermarkenserie im Jahr 1985 ab. Weitere Briefmarkenausgaben aus Anlass der 750-Jahr-Feier Berlins enthielten auf den Schmuckumschlägen des Ausgabetages (19. Mai 1987) eine Federstrichzeichnung der Jungfernbrücke.

## Trivia
Die Jungen, die früher auf dem Schulweg über diese Brücke gehen mussten, konnten zu spät kommen. Denn gegen die Ausrede „Die Brücke war jrade uffjezogen!“ konnte kein Lehrer etwas einwenden.
Der Berliner Komponist und Kapellmeister Paul Lincke ist in der Nähe der Jungfernbrücke aufgewachsen.